# Sophia Mathilda Naumann
Sophia Mathilda Naumann, född Jönsson den 8 juni 1827, död den 15 mars 1889 i Lund, var en svensk författare. Hon var sedan 1848 gift med Carl Fredrik Naumann.
Naumann utgav under pseudonymen Sorella berättelsesamlingarna Ur grannskapets krönika och Nya blad ur grannskapets krönika. Hon är begravd på Östra kyrkogården i Lund.